# Temuco
Temuco este un oraș cu 245.347 locuitori (2002) capitala regiunii Araucanía, Chile.

## Galerie

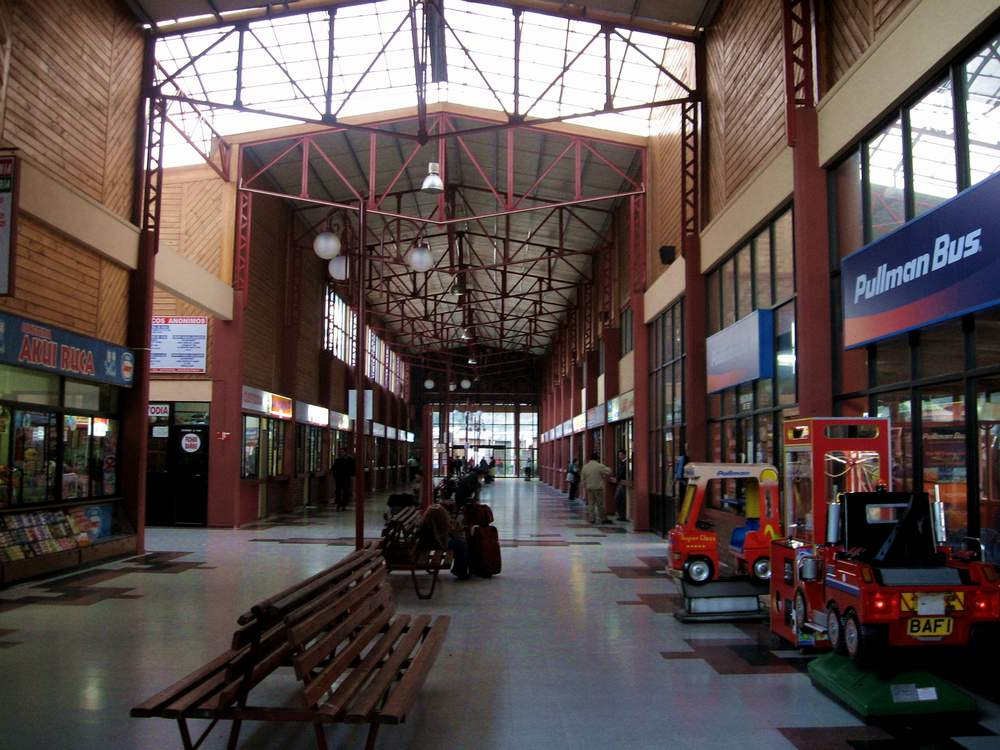
Terminalul de Autobuze
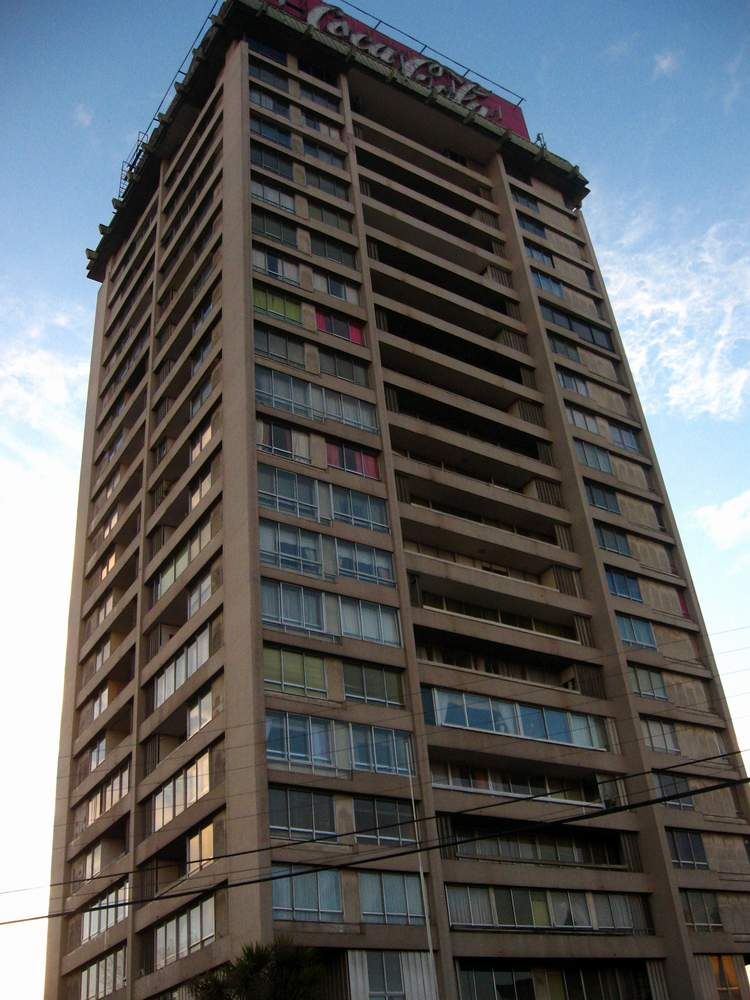
Turnul Caupolicán
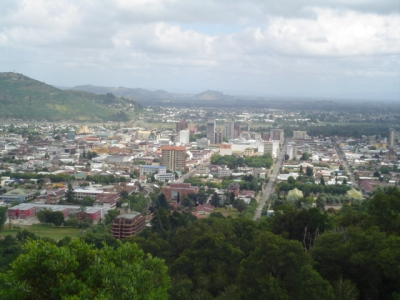
Skyline
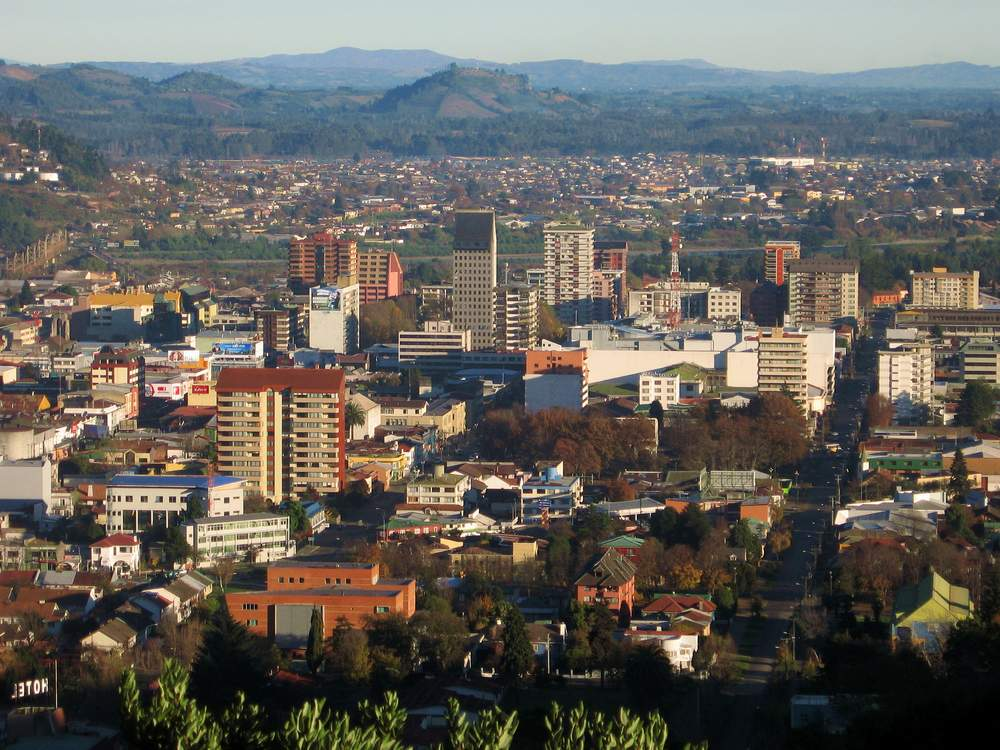
Vedere panoramică
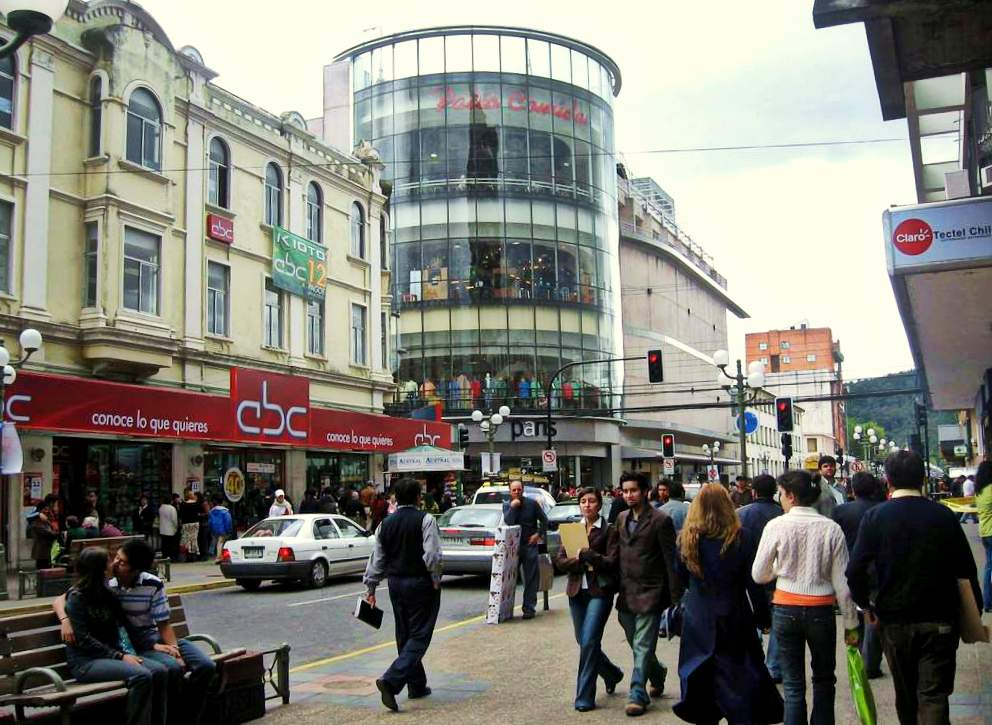
Centrul Temuco
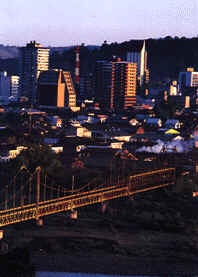